# Pyrocephalus nanus
A Pyrocephalus nanus a madarak (Aves) osztályának verébalakúak (Passeriformes) rendjébe a királygébicsfélék (Tyrannidae) családjába tartozó faj.

## Neve és rendszertani besorolása
Ezt a madarat 1835-ben, Charles Darwin angol természettudós fedezte fel, de csak 1938-ban, John Gould angol ornitológus írta le, illetve nevezte meg, azonban mint a Pyrocephalus dubius madárfaj részeként. Egy évvel később, Gould rájött, hogy mégis más fajról van szó és átnevezte Pyrocephalus nanus-ra. Később a rubinfejű tirannusz (Pyrocephalus rubinus) alfajának vélték, és megkapta a Pyrocephalus rubinus nanus nevet. 2016-ban, újabb kutatások következtében, ennek a madárnak visszaadták az önálló faji mivoltát és az eredeti nevét. A Nemzetközi Madarászok Egyesülete (International Ornithologists' Union) elfogadja ezt a döntést, viszont mások még mindig alfajnak vélik.

## Előfordulása
A Pyrocephalus nanus előfordulási területe a Galápagos-szigeteken van. Ennek a szigetcsoportnak az egyik endemikus madara.

## Képek

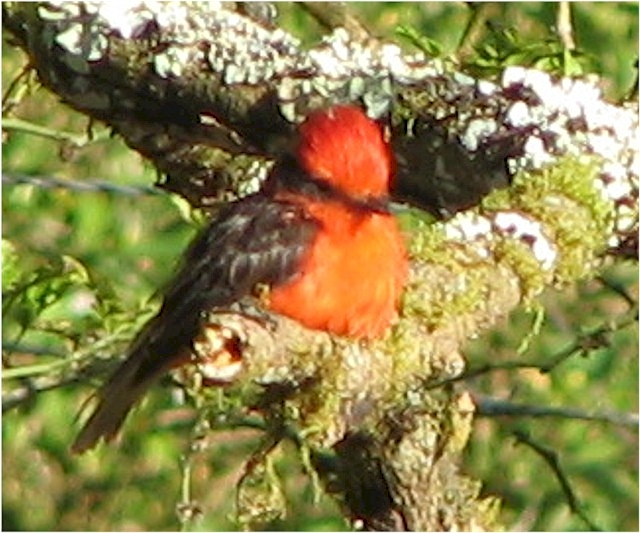
Hím és
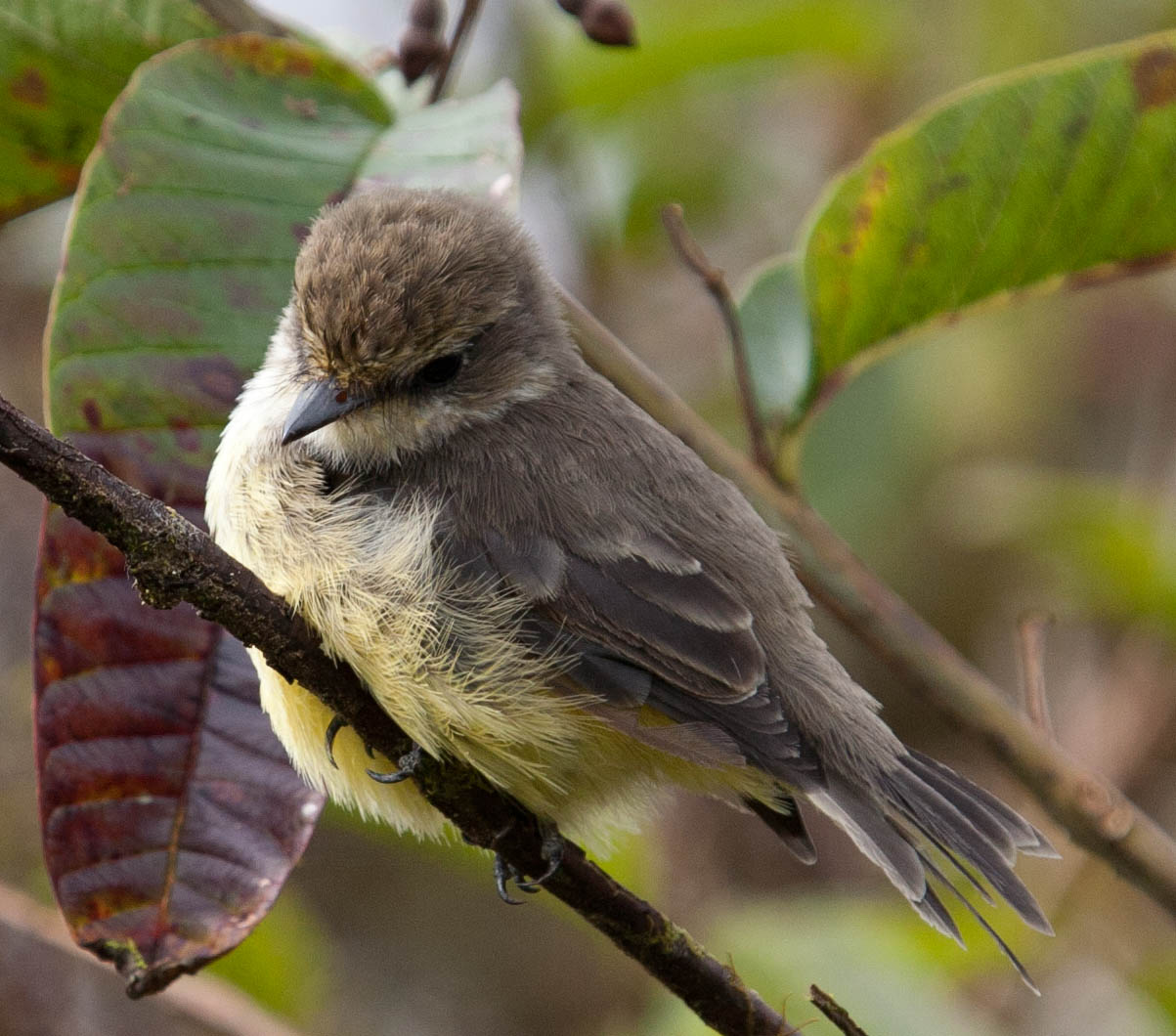
tojó

## Fordítás
- Ez a szócikk részben vagy egészben  a   Darwin's flycatcher című angol Wikipédia-szócikk ezen változatának fordításán alapul.  Az eredeti cikk szerkesztőit annak laptörténete sorolja fel. Ez a jelzés csupán a megfogalmazás eredetét és a szerzői jogokat jelzi, nem szolgál a cikkben szereplő információk forrásmegjelöléseként.